# Marc-Kevin Goellner
Marc-Kevin Goellner (n. 22 septembrie 1970, Rio de Janeiro, Rio de Janeiro, Brazilia) este un jucător de tenis german, medaliat olimpic. A participat la o ediție a Jocurilor Olimpice (1996) în care a câștigat o medalie de bronz la dublu, alături de David Prinosil.

## Participări
Lista de mai jos prezintă principalele competiții la care a participat Marc-Kevin Goellner de-a lungul carierei.
- tennis at the 1996 Summer Olympics – men's doubles[*]